# 最高エネルギー宇宙線
最高エネルギー宇宙線（さいこうエネルギーうちゅうせん、extrem-energy cosmic ray、EECR）とは、GZK限界を越えるエネルギーを持つ宇宙線のことである。
AGASAによって従来の理論を超える量のエネルギーを持つ宇宙線が観測された。しかし、HiResでは理論内の量しか観測されなかった。そのため、どちらの測定結果が正しいのかを確かめるため2007年よりTA計画が始まる予定。
最高エネルギー宇宙線が理論値を超える量であった場合以下の理由が考えられる。
- 最高エネルギー宇宙線の発生源が1.5億光年以内に存在する。
- 特殊相対性理論が高エネルギー領域において破れている。
- 宇宙背景放射の観測の間違い。
- 宇宙線と光子の反応確率の間違い。